# Завоювання Едісоном Марса
«Завоювання Едісоном Марса» (англ. Edison's Conquest of Mars) — науково-фантастичний роман — космічна опера американського письменника Гарретта Патнема Сервісса. Твір є своєрідним продовженням раннього варіанту роману «Війна світів» Герберта Веллса. У цьому романі земляни на чолі з Томасом Едісоном після нападу марсіан на Землю опановують їхніми технологіями та здійснюють контратаку проти марсіанських загарбників.

## Історія створення
«Війна світів», опублікована в США 1897 року в журналі «Cosmopolitan», мала неабияку популярність, і видавець газети «New York Journal» Артур Брісбейн вирішив підняти тираж свого видання на хвилі успіху книжки. Для початку він перевидав сам роман, до якого анонімні автори внесли низку змін, перенісши дію в Америку й назвавши твір «Винищувачі з Марса: Війна світів». Публікація мала шалений успіх, і це підштовхнуло Брісбейна до думки, що продовження роману було б дуже доречним.
Продовження було замовлено астроному-популяризаторові Гаррету Сервіссу. Роман мав бути наукового характеру й безпосередньо розвивати сюжет «Війни світів». Сервісс вирішив цю проблему досить нетривіально: головним героєм роману він зробив Томаса Алва Едісона.
У романі вперше в фантастиці представлено скафандри, будівництво єгипетських пірамід інопланетянами, космічні битви, кисневі таблетки, добування копалин на астероїдах. Автор описав такі деталі, як дуже різкі тіні в безповітряному просторі, сигароподібну форму космічних кораблів і правильно вказав швидкість, потрібну для подолання земного тяжіння.
Роман публікувався в п'яти випусках «New York Journal» — c 12 січня по 10 лютого 1898 року.

## Зміст

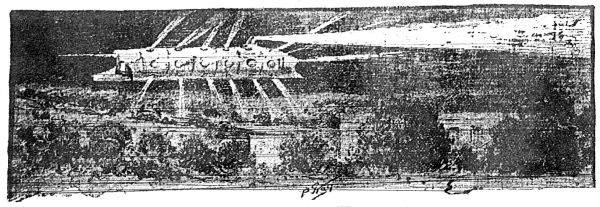
Космічний корабель землян

Першу хвилю марсіанського вторгнення була знищено хвороботворними мікробами (цим завершується «Війна світів»), але сподіватися, що наступне вторгнення закінчиться так само вдало, могли тільки для самозаспокоєння європейці. Тому американський винахідник Томас Едісон вирішує дослідити залишки бойових механізмів марсіан і організувати підготовку до наступного вторгнення інопланетян. До нього приєднуються лорд Кельвін і сам Сервісс. Едісон виявляє антигравітаційні пристрої і на їх основі створює двигуни для космічних кораблів, а разом з тим також бойові деізінтегратори матерії. Спершу він випробовує дезінтегратор на вороні, а наступним знищує цілий будинок. З допомогою телеграфа та трансатлантичного кабелю новини про це передаються по світу. У Вашингтоні відбувається з'їзд керівників держав, на якому ухвалюється будівництво космічного флоту для атаки на Марс. Невдовзі астроном Барнард фіксує на Марсі спалахи, що свідчить про відправку другої хвилі загарбників.
Передбачаючи, що на Марсі буде інакша атмосфера, Едісон оснащує кораблі ілюмінаторами та розроблює скафандри. Для комунікації між кораблями слугує система кольорових прапорів і ліхтарів з дзеркалами. Понад 100 космічних кораблів, побудованих об'єднаними зусиллями всіх цивілізованих націй, насамперед її очільників — президента США Вільяма Мак-Кінлі, королеви Вікторії, німецького кайзера Вільгельма II та японського імператора Муцухіто, готуються вирушити до Марса. У польоті в один з кораблів влучає метеор, через що гине декілька астронавтів.
Пошкоджений корабель зупиняється на Місяці для ремонту, де екіпаж з'ясовує, що колись він нагадував Землю. На поверхні супутника виявляються руїни та рештки схожих на людей велетнів. Астронавти знаходять великий поклад алмазів, ремонтують корабель і ледве не гинуть через зіткнення з кометою. Потім вони повертаються на Землю й доповідають про свої пригоди. Решта армади продовжує політ до Марса.
Незабаром земляни стикаються з шахтарським форпостом марсіан на астероїді, звідки марсіани знищують тепловим променем один з кораблів. Флот розпорошується та застосовує дезінтегратори. В результаті битви вдається знищити форпост і захопити одного марсіанина в полон. Астероїд виявляється золотим і це наштовхує астронавтів на думку, що золото може захистити від теплових променів. Досліджуючи залишки форпоста, земляни відкривають, що колись між марсіанами тривала громадянська війна, в якій одна зі сторін користувалася золотою бронею.
Лідер марсіан жестами звертається до людей і спрямовує проти них власні кораблі. Проте земний дезінтегратор виявляється для марсіан несподіванкою, він руйнує обшивку кораблів, що зрівнює сили. Втративши частину армади, люди, однак, здобувають перемогу.

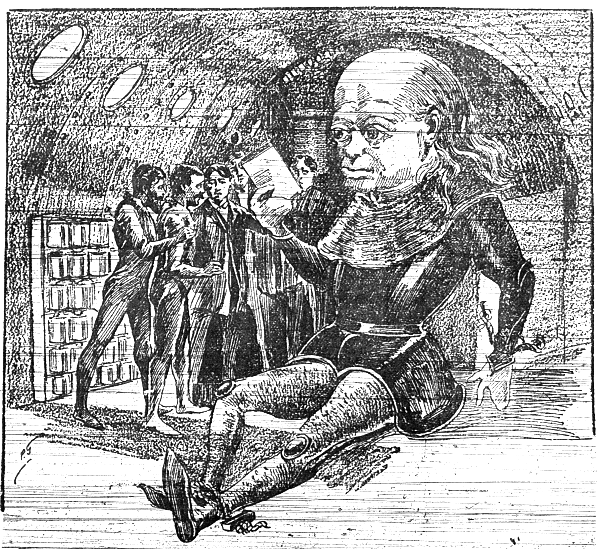
Полонений марсіанин в оточенні людей

Від полоненого марсіанина люди вивчають їхню мову. Нарешті кораблі долітають до Марса, але тамтешні укріплення виявляються набагато потужнішими, ніж очікувалося. До того часу на флоті лишається менше тисячі землян. Однак, вивчення ворожих технологій засвідчує, що деякі доволі прості винаходи не спали на думку марсіанам через брак низки металів, тому земні кораблі набагато швидші й маневреніші. Армада розпорошується над поверхнею Марса над головними містами.
Марсіани посилають проти людей величезний дирижабль, а коли він зазнає поразки, маскують свої менші дирижаблі димом, щоб оточити земні апарати. Земляни стикаються з нестачею припасів, тому змушені відступити до Деймоса. Там вони модифікують дезінтегратори, щоб розсіяти дим і здійснити вилазку на поверхню Марса. Пробившись крізь димову завісу, частина армади висаджується на планеті.
Почувши дивну музику, земні бійці знаходять людську дівчину Айну, що розважає марсіан. Вона показує рятівникам де в навколишніх будівлях лежать припаси, що дозволяє організувати оборону. З мови дівчини стає зрозуміло, що вона належить до первісної раси людей, яких марсіани в давнину забрали на свою планету, щоб перетворити на рабів. Земляни дізнаються також, що саме марсіани збудували великі піраміди та сфінкса в Єгипті, котрий зображав марсіанського правителя.
Отримавши припаси, армада готується до вирішального наступу. Айна розповідає як в давнину марсіани вели війну з жителями Церери і під час неї виявилася вразливість марсіан. Час від часу Марса загрожують сильні повені через сезонне танення льодовиків, звідки вода мережею каналів надходить у всі регіони планети. Скориставшись цим знанням, земляни знищують дамби, що призводить до зростаючої повені, котра через канали прокочується Марсом і затоплює більшість міст. Вцілілі марсіани, нажахані несподіваним катаклізмом, здаються. Їхній правитель потрапляє в полон до людей і погоджується прийняти їхні умови.
Оскільки більшість марсіан загинула, вони ще багато віків не зможуть загрожувати Землі. Люди вирішують виявити милосердя до вцілілих і пропонують їм об'єднати зусилля для мирного співіснування. З усієї армади доти вціліла половина, люди повертаються на Землю з перемогою.

## Вплив
«Завоювання Едісоном Марса» після першої публікації на пів століття лишилося забутим. Наступна публікація відбулася тільки в 1947 році. Попри це, твір Сервісса вперше містив багато елементів космічної опери, що здобула популярність в середині XX ст. Роберт Ґоддард зайнявся розробкою ракетної техніки завдяки тому, що зацікавився темою космічних польотів, читаючи в дитинстві «Завоювання Едісоном Марса».